# Nankang (rivière)
La Nankang (chinois traditionnel : 南港溪 ; pinyin : Nángǎng Xī), aussi appelée Nanhong, est une rivière qui coule dans le Comté de Nantou, Taïwan. Son principal affluent est la rivière Mei. C'est un affluent important de la Dadu. Elle coule à travers Taichung pendant 35 km.